# Nelson Acosta
Pour les articles homonymes, voir Acosta.
Nelson Bonifacio Acosta López, né le 12 juin 1944 à Paso de los Toros, est un joueur de football international uruguayen naturalisé chilien en 1984. Il est devenu entraîneur à la fin de sa carrière. Il a notamment dirigé les sélections du Chili et de Bolivie.

## Carrière

### Carrière de joueur
Acosta commence sa carrière au poste de milieu défensif au sein du club de Huracán Buceo, qui évolue en première division uruguayenne. En 1972, il est transféré au Peñarol avec qui il ouvre son palmarès en étant sacré champion d'Uruguay trois saisons consécutives (1973, 1974 et 1975). Il quitte l'Uruguay en 1977 pour ce qui va devenir son pays d'adoption, le Chili, évoluant toujours dans des formations de première division (CD Viña del Mar, Club Deportivo O'Higgins, CD Arturo Fernández Vial) sans parvenir à remporter de nouveaux titres. Il raccroche les crampons à 40 ans après quelques matchs joués avec l'équipe du CD Lota Schwager en deuxième division chilienne. Durant sa période à Peñarol, il porte à cinq reprises le maillot de la Celeste, notamment lors de la Copa América 1975.

### Carrière d'entraîneur
Nelson Acosta occupe son premier poste d'entraîneur en dirigeant le Club Deportivo O'Higgins pendant trois saisons avant de mener l'Unión Española vers une victoire en Copa Chile en 1992. Après un rapide passage au Mexique au Cruz Azul puis quelques matchs sur le banc de la sélection chilienne, il revient à l'Unión Española où il remporte à nouveau la Coupe du Chili. 
En 1996, les dirigeants de la fédération font de nouveau appel à lui pour tenter de qualifier le Chili pour la coupe du monde 1998, disputée en France. Le technicien réussit sa mission puisque les partenaires d'Iván Zamorano terminent quatrième de la zone CONMEBOL, emmenés par ses deux attaquants vedette Iván Zamorano et Marcelo Salas. C'est la première phase finale du Chili depuis seize ans et la Coupe du monde 1982. Acosta enchaîne ensuite avec la Copa América 1997 en Bolivie, achevée dès le premier tour. 
Les Chiliens font bonne figure en France puisqu'ils achèvent leur parcours en huitièmes de finale face au futur finaliste, le Brésil, après avoir fini deuxième de leur poule derrière les Italie.
En 1999, le Chili atteint les demi-finales de la Copa América. L'année suivante, Acosta mène l'équipe olympique à la troisième place du tournoi de football lors des Jeux de Sydney.
Après une pause de deux ans, il prend en main le CD Cobreloa avant d'être choisi pour diriger la Bolivie, où il ne reste qu'un an. Acosta passe ensuite huit ans dans des formations du championnat chilien (Cobreloa à deux reprises et le CD Viña del Mar) excepté un troisième mandat à la tête du Chili, entre 2005 et 2007. Lors de cette période avec la Roja, il atteint les quarts de finale de la Copa América 2007, jouée au Venezuela.

## Palmarès

### En tant que joueur
- Vainqueur du championnat d'Uruguay : 1973, 1974 et 1975 avec Peñarol

### En tant qu'entraîneur
- Médaille de bronze au tournoi olympique de football des Jeux olympiques d'été de 2000 avec la sélection olympique du Chili
- Vainqueur de la Copa Chile 1992 et 1993 avec l'Unión Española
- Vainqueur du championnat du Chili : Apertura 2003, Clausura 2004 avec le Club de Deportes Cobreloa et Apertura 2008 avec Club Everton de Viña del Mar